# Condado de Idaho
El condado de Idaho (en inglés: Idaho County), fundado en 1864, es uno de los 44 condados del estado estadounidense de Idaho. En el año 2000 tenía una población de 15.511 habitantes con una densidad poblacional de 0.7 personas por km². La sede del condado es Grangeville.

## Geografía
Según la Oficina del Censo, el condado tiene un área total de 22 021 km² (8502,3 mi²), de la cual 21 975 km² (8484,6 mi²) es tierra y 46 km² (17,8 mi²) (0.21%) es agua.

### Condados adyacentes
- Condado de Clearwater - norte
- Condado de Missoula - noreste
- Condado de Ravalli - este
- Condado de Lemhi - sureste
- Condado de Valley - sur
- Condado de Adams - suroeste
- Condado de Wallowa - oeste
- Condado de Nez Perce - noroeste
- Condado de Lewis - noroeste

### Carreteras
- - US 12
- - US 95
- - SH-13
- - SH-14
- - SH-62
- - SH-64

## Demografía
En el 2000 la renta per cápita promedia del condado era de $29,515, y el ingreso promedio para una familia era de $33,919. En 2000 los hombres tenían un ingreso per cápita de $28,383 versus $18,214 para las mujeres. El ingreso per cápita para el condado era de $14,411. Alrededor del 16.30% de la población estaba bajo el umbral de pobreza nacional.

## Comunidades

### Ciudades
- Cottonwood
- Ferdinand
- Grangeville
- Kooskia
- Riggins
- Stites
- White Bird

### Comunidades no incorporadas
- Burgdorf
- Clearwater
- Dixie
- Elk City
- Fenn
- Golden
- Greencreek
- Lowell
- Lucile
- Mackay Bar
- Mount Idaho
- Orogrande
- Pittsburgh Landing
- Pollock
- Powell Junction
- Red River Hot Springs
- Syringa
- Warren
- Woodland